# Sobrala tmava
Sobrala tmava är en insektsart som beskrevs av Irena Dworakowska 1977. Sobrala tmava ingår i släktet Sobrala och familjen dvärgstritar.
Artens utbredningsområde är Vietnam. Inga underarter finns listade i Catalogue of Life.